# إيرين بيت
إيرين بيت هي ممثلة كندية، ولدت في 22 سبتمبر 1999 بهاميلتون في كندا. بدأت مشوارها المهني سنة 2010.

## أعمال

### أفلام
- (2010)  الحفل الختامي[6]

## وصلات خارجية
- إيرين بيت على موقع IMDb (الإنجليزية)
- إيرين بيت على موقع قاعدة بيانات الفيلم (الإنجليزية)